# Herrarnas lagtävling i värja vid olympiska sommarspelen 1980
Herrarnas lagtävling i värja i de olympiska fäktningstävlingarna 1980 i Moskva avgjordes den 25-26 juli.

## Medaljörer
| Event      | Guld                                                                                 | Silver                                                                                   | Brons |
| Värja, lag | Frankrike Philippe Riboud Patrick Picot Hubert Gardas Philippe Boisse Michel Salesse | Polen Piotr Jabłkowski Andrzej Lis Leszek Swornowski Ludomir Chronowski Mariusz Strzałka | Sovjetunionen Asjot Karagian Boris Lukomskij Aleksandr Abusjachmetov Aleksandr Mozjajev Vladimir Smirnov |

## Laguppställningar
| Kuba - Efigenio Favier - Guillermo Betancourt - Heriberto González - Pedro Hernández Tjeckoslovakien - Jaroslav Jurka - Jaromír Holub - Jiří Douba - Jiří Adam - Oldřich Kubišta Finland - Heikki Hulkkonen - Kimmo Puranen - Peter Grönholm - Peder Planting - Mikko Salminen Frankrike - Philippe Boisse - Hubert Gardas - Philippe Riboud - Patrick Picot - Michel Salesse | Storbritannien - Steven Paul - John Llewellyn - Neal Mallett - Rob Bruniges Ungern - Ernő Kolczonay - István Osztrics - László Pető - Jenő Pap - Péter Takács Kuwait - Ebrahim Al-Cattan - Osama Al-Khurafi - Mohamed Al-Thuwani - Kazem Hasan - Kifah Al-Mutawa Mall:Col-3-of-3 Polen - Andrzej Lis - Marius Strzalka - Leszek Swornowski - Ludomir Chronowski - Piotr Jabłkowski Rumänien - Ioan Popa - Octavian Zidaru - Anton Pongratz - Costică Bărăgan Sovjetunionen - Ashot Karagyan - Aleksandr Abusjachmetov - Aleksandr Mozjajev - Boris Lukomskj - Volodjmjr Smjrnov Sverige - Johan Harmenberg - Rolf Edling - Leif Högström - Göran Malkar - Hans Jacobson |